# Бренда Стронг
Бренда Лий Стронг (на английски: Brenda Lee Strong) (роден на 25 март 1960 г.) е американска актриса. Най-известната ѝ роля е тази на Мери Алис Янг в сериала „Отчаяни съпруги“.

## Личен живот
През юли 1989 г. Стронг се омъжва за Том Хенри, от когото има син на име Закари Хенри. През 2011 г. двамата се развеждат. През май 2015 г. тя се омъжва за Джон Фарманеш Бока, който е актьор и режисьор.

## Избрана филмография
- Бар Наздраве (1986)
- Космически топки (1987)
- Стар Трек: Следващото поколение (1988)
- Матлок (1989)
- Загадките на отец Даулинг (1990)
- Туин Пийкс (1991)
- Спешно отделение (1994)
- Мърфи Браун (1996)
- На гости на третата планета (1996)
- Сайнфелд (1996)
- Звездни рейнджъри (1997)
- Али Макбийл (2001)
- От местопрестъплението (2001)
- Момичетата Гилмор (2001)
- Кръгът на Доусън (2001)
- Малкълм (2002)
- Червеният дракон (2002)
- Клъцни/Срежи (2003)
- Отчаяни съпруги (2004)
- Адвокатите от Бостън (2008)
- Ризоли и Айлс: Криминални досиета (2010)
- Кости (2015)
- Страхувайте се от живите мъртви (2016)
- Супергърл (2016)
- 13 причини защо (2018)